# Cynomops paranus
Cynomops paranus (Thomas, 1901) è un pipistrello della famiglia dei Molossidi diffuso in America meridionale.

## Descrizione

### Dimensioni
Pipistrello di piccole dimensioni, con la lunghezza della testa e del corpo tra 54 e 66 mm, la lunghezza dell'avambraccio tra 29,9 e 36,3 mm, la lunghezza della coda tra 24 e 30 mm, la lunghezza del piede tra 9 e 10 mm, la lunghezza delle orecchie tra 15 e 19 mm e un peso fino a 15 g.

### Aspetto
La pelliccia è corta e vellutata. Una zona ricoperta densamente di peli più scuri delle membrane alari è presente tra l'estremità dell'avambraccio, il polso e il quarto dito. Le parti dorsali variano dal marrone scuro al nerastro con la base dei peli più chiara, mentre le parti ventrali sono marroni. Il muso è largo, elevato e piatto sul dorso, privo di pieghe cutanee sulle labbra e con il mento largo e dal profilo arrotondato. Le orecchie sono corte, triangolari, con l'estremità arrotondata, ben separate tra loro e con il margine anteriore ripiegato in avanti. Il trago è corto, triangolare e con la base larga, nascosto dietro l'antitrago, il quale  è grande e squadrato, con gli angoli arrotondati. Le ali sono attaccate posteriormente sulla tibia poco sopra le caviglie. La coda è lunga e tozza e si estende per più della metà oltre l'ampio uropatagio.

## Biologia

### Alimentazione
Si nutre di insetti.

### Riproduzione
Una femmina che allattava è stata catturata in Perù nel mese di agosto.

## Distribuzione e habitat
Questa specie è diffusa in Colombia, Venezuela, Guyana, Suriname, Guyana francese, Ecuador e Perù settentrionali, Brasile, Bolivia settentrionale ed orientale, Paraguay e Argentina nord-orientale.

## Conservazione
La IUCN Red List, considerata l'assenza di informazioni recenti sull'estensione del proprio areale,  sulle eventuali minacce, lo stato conservativo e i requisiti ecologici, classifica C.paranus come specie con dati insufficienti (DD).